# Нечинский, Дмитрий Антонович
Дмитрий Антонович Нечинский — советский хозяйственный, государственный и политический деятель, Герой Социалистического Труда.

## Биография
Родился в 1923 году в Острогожске. Член КПСС.
Участник Великой Отечественной войны. С 1945 года — на хозяйственной, общественной и политической работе. В 1945—1983 гг. — слесарь на Острогожском авторемонтном заводе, старший машинист Острогожской линейной производственно-диспетчерской станции Московского управления магистральных газопроводов Министерства газовой промышленности СССР.
Указом Президиума Верховного Совета СССР от 30 декабря 1973 года присвоено звание Героя Социалистического Труда с вручением ордена Ленина и золотой медали «Серп и Молот».
Умер в Острогожске в 2002 году.